# 在キリバス日本国大使館
在キリバス日本国大使館（英語: Embassy of Japan in Kiribati）は、キリバスの首都タラワにある日本の大使館。

## 沿革
1979年7月12日、キリバスが独立を宣言。独立式典には日本から特派大使として派遣された大野明衆議院議員が参列し、同日中に日本がキリバスを国家承認した。キリバスとは、タラワの戦いやマキンの戦いで有名な古戦場ギルバート諸島の現地語訛りである。
日本はキリバスに常駐の大使館を置かずスバの在フィジー日本国大使館が兼轄していたが、2023年1月1日、在キリバス日本国大使館が新設された。初代公館長は池田博次参事官兼臨時代理大使。

## 所在地

### 本事務所
現在工事中のため臨時事務所に移転中。2024年3月末までの予定。
| 日本語 | タラワ環礁バイリキTKプラザ2階               |
| 英語   | TK Plaza 2nd Floor, Bairiki Village, Tarawa |

### 臨時事務所
本事務所工事のため下記の住所に移転中。2024年3月末までの予定。
| 日本語 | タラワ環礁バイリキメアリーズ・モーテル |
| 英語   | Mary’s Motel, Bairiki Village, Tarawa  |